# The Rutles

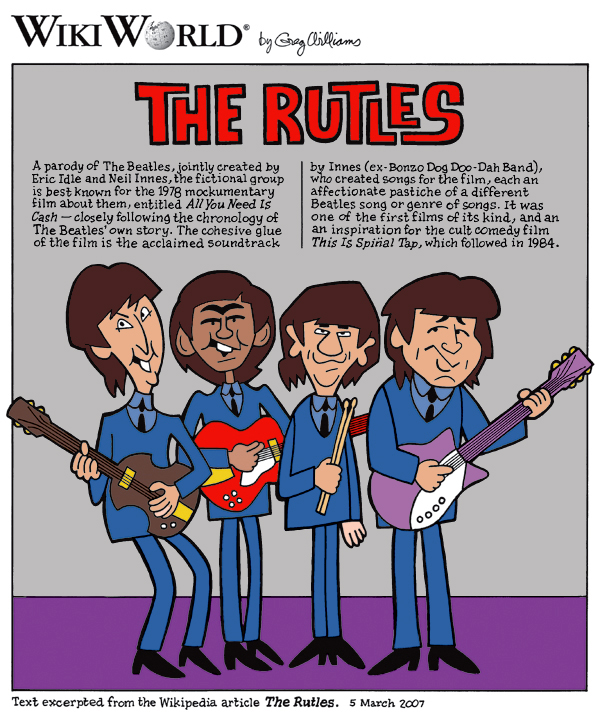
The Rutles

The Rutles (ook bekend als The pre-fab four) is een parodie op The Beatles. De band begon als een sketch in Eric Idle's televisieprogramma Rutland Weekend Television en werd vooral bekend door de namaakdocumentaire All You Need Is Cash uit 1978 en het vervolg, The Rutles 2: Can't Buy Me Lunch uit 2002.

## De band
De bandleden zijn:
- Ron Nasty (parodie op John Lennon, gespeeld door Neil Innes)
- Dirk McQuickly (parodie op Paul McCartney, gespeeld door Eric Idle)
- Stig O'Hara (parodie op George Harrison, gespeeld door Ricky Fataar)
- Barrington Womble, of Barry Wom (parodie op Ringo Starr, gespeeld door John Halsey)
- Leppo, de vijfde Rutle (parodie op Stuart Sutcliffe die wel de vijfde Beatle werd genoemd, gespeeld door Ollie Halsall)
- Kevin (parodie op Pete Best, gespeeld door John Halsey)

## Discografie
- The Rutles (1978)
- Archaeology (1996)